# Gold Coast Knights SC
Gold Coast Knights hrvatski je nogometni klub iz Gold Coasta u Australiji utemeljen 1978. godine.
Klub se natječe u Gold Coast Premier ligi, gdje je jedan od vodećih klubova u posljednjih nekoliko desetljeća. Klub je dva puta bio domaćin Australsko-hrvatskog nogometnog turnira (1995. i 2012.).